# 크라이슬레리아나
《크라이슬레리아나》(독일어: Kreisleriana)는 로베르트 슈만이 작곡한 피아노곡이다. E. T. A. 호프만의 작품의 등장인물인 요하네스 크라이슬러(Johannes Kreisler)를 바탕으로 제작되었다. 1838년 4월에 쓰여졌고 1850년에 개정판이 나왔다.

## 구성
총 8개의 작품으로 구성되어 있다:
1. 제1번: D단조
2. 제2번: B♭장조
3. 제3번: G단조
4. 제4번: B♭장조/G단조
5. 제5번: G단조
6. 제6번: B♭장조
7. 제7번: C단조/E♭장조
8. 제8번: G단조